# 嘉年華龍屬
嘉年華龍屬是傷齒龍科的一個物種。
本物種的化石於今日中國東北遼寧省白菜溝約1.25億年前的早白堊紀熱河生物群義縣組化石地層發現，屬於恐龍總目蜥臀目獸腳亞目手盜龍類支序的傷齒龍科。

## 形態
本物種身長一米、重約2.5公斤，外形像一隻巨型的長尾雞。其羽毛有不對稱的羽毛結構。這種羽毛結構乃首度於傷齒龍類物種的身上發現的特徵。

## 命名
本物種的種小名以化石收藏所大連星海博物館的館長滕芳芳女士而命名，以感謝她保存化石標本作科學研究。化石由莫琳·沃爾什製成標本。